# Timo Pielmeier
Timo Pielmeier (* 7. Juli 1989 in Deggendorf) ist ein deutscher Eishockeytorwart, der seit Juni 2021 beim Deggendorfer SC aus der drittklassigen Oberliga unter Vertrag steht. Zuvor verbrachte Pielmeier acht Spielzeiten beim ERC Ingolstadt in der Deutschen Eishockey Liga (DEL), wo er mit dem Klub im Jahr 2014 die Deutsche Meisterschaft gewann. Ebenso spielte insgesamt fünf Jahre in Nordamerika, wo er hauptsächlich in der American Hockey League (AHL) und ECHL eingesetzt wurde. Sein älterer Bruder Thomas Pielmeier ist ebenfalls professioneller Eishockeyspieler.

## Karriere
Timo Pielmeier startete seine Karriere in der Jugendabteilung seines Heimatvereins Deggendorfer EC. Im Sommer 2004 wechselte er zu den Jungadlern Mannheim, mit denen er in der Saison 2004/05 den Titel in der Deutschen Nachwuchsliga (DNL) gewann. Nach nur einem Jahr in Mannheim wechselte er zu den Kölner Haien, wo er hauptsächlich im Tor des DNL-Teams stand, aber auch mit einer Förderlizenz für die Profimannschaft spielberechtigt war. Dort erhielt er nach der Verletzung des Stammtorhüters Oliver Jonas einige Berufungen in den Kader als Back-up hinter Thomas Greiss, blieb allerdings ohne Einsatz in der Deutschen Eishockey Liga (DEL). Mit dem DNL-Team der Kölner Haie gewann Pielmeier in der Saison 2006/07 abermals die Deutsche Meisterschaft im Nachwuchs.
Pielmeier war anschließend im NHL Entry Draft 2007 verfügbar. Die San Jose Sharks aus der National Hockey League (NHL) wählten ihn in der dritten Runde an 83. Stelle aus, woraufhin Pielmeier nach Nordamerika wechselte und in der Saison 2007/08 für die St. John’s Fog Devils in der Ligue de hockey junior majeur du Québec (LHJMQ) aktiv war. Die Fog Devils hatten ihn im CHL Import Draft 2007 in der ersten Runde als zwölften Spieler ausgewählt. Der Torwart erhielt den RDS Rookie Excellence Award als bester Neuling seines Teams in der ersten Saisonhälfte. Zudem erreichte er die beste Fangquote der Liga. Da sich die Fog Devils am Ende der Spielzeit auflösten, übernahmen die Cataractes de Shawinigan seine Transferrechte im Juniorenbereich. Er führte sein Team bis ins Playoff-Finale der LHJMQ, dort unterlagen sie den Voltigeurs de Drummondville in sieben Spielen.
Bereits im Sommer 2008 hatte er bei den San Jose Sharks einen NHL-Einstiegsvertrag mit einer Laufzeit von drei Jahren erhalten. Im März 2009 wurde er gemeinsam mit Nick Bonino und einem Viertrunden-Wahlrecht im NHL Entry Draft 2012 in einem Tauschgeschäft an die Anaheim Ducks abgegeben, die dafür im Gegenzug Travis Moen und Kent Huskins an die Sharks abgaben. Der Deutsche spielte in der Saison 2009/10 bei Anaheims Farmteam, den Bakersfield Condors, in der ECHL. Im Dezember 2009 gelang ihm im Spiel gegen die Utah Grizzlies mit einem Empty Net Goal wenige Sekunden vor Ende der Begegnung das Tor zum 6:4-Endstand. Nachdem er das Trainingscamp vor der Spielzeit 2010/11 bei den Anaheim Ducks verbracht hatte, wurde der Torhüter bei der zweiten Kaderreduktion zu den Syracuse Crunch in die American Hockey League (AHL) geschickt. Am 19. Februar 2011 debütierte Pielmeier für die Anaheim Ducks in der NHL, als er in der Begegnung gegen die St. Louis Blues zum Einsatz kam und fünf Gegentore bei zwölf Schüssen hinnehmen musste. Es war sein einziges NHL-Spiel. Im Dezember 2011 wurde er gemeinsam mit Verteidiger Kurtis Foster im Austausch für Rod Pelley, Mark Fraser und einem Siebtrunden-Wahlrecht im NHL Entry Draft 2012 zu den New Jersey Devils transferiert. Er spielte jedoch bis zum Ende der Saison 2011/12 weiterhin in den unterklassigen Ligen ECHL und AHL.
Anfang Juni 2012 kehrte Pielmeier schließlich nach Deutschland zurück und unterschrieb einen Vertrag bei den Landshut Cannibals in der 2. Bundesliga, wo er zum Saisonende zum Rookie des Jahres der 2. Bundesliga gewählt wurde. Zur Saison 2013/14 wechselte er zum ERC Ingolstadt in die DEL. Mit den Ingolstädtern gewann er in seiner ersten Saison die Deutsche Meisterschaft. Er hatte entscheidenden Anteil am Gewinn des Titels, insbesondere in der Finalserie gegen die Kölner Haie hielt er überragend. Er wurde noch vor Beginn der Playoffs zum DEL-Rookie des Jahres gewählt. Ende September 2016 einigte sich Pielmeier mit dem ERCI auf eine langfristige Fortführung der Zusammenarbeit bis 2022.
Im Juli 2020 wurde Pielmeier vom ERC Ingolstadt suspendiert, da er als einziger Profispieler des Klubs einen konditionellen Verzicht auf 25 % des Gehalts, der von der DEL aufgrund der wirtschaftlichen Lage in der COVID-19-Pandemie von jedem DEL-Spieler gefordert wurde, nicht akzeptierte. Somit mussten ihn die Ingolstädter aus dem Kader nehmen, da die Zustimmung erforderlich gewesen wäre, um eine Lizenzierungsbedingung zu erfüllen. Die Suspendierung und die Pressemitteilung des ERC Ingolstadt sorgte in sozialen Medien für viele Diskussionen. Pielmeier kehrte daraufhin zur Saison 2021/22 zu seinem Heimatverein Deggendorfer SC in die drittklassige Eishockey-Oberliga zurück. Dort wurde er in den Jahren 2023 und 2024 jeweils zum besten Torwart der Süd-Staffel gewählt.

### International
Pielmeier spielte bereits in seiner frühen Jugend für verschiedene Auswahlmannschaften des Deutschen Eishockey-Bundes. Mit der U18-Auswahl nahm er an den U18-Weltmeisterschaften 2006, wo er zum besten deutschen Spieler gewählt wurde, und 2007 in der Top-Division teil. Zudem spielte er bei den U20-Weltmeisterschaften 2007 und 2009 ebenfalls in der Top-Division und stieg bei der U20-Weltmeisterschaft 2008, als das deutsche U20-Team nach dem Abstieg im Vorjahr in der Division antreten musste, umgehend wieder in die Top-Division auf. Dabei trug er als bester Torhüter mit der höchsten Fangquote und dem geringsten Gegentorschnitt maßgeblich bei.
Sein Debüt in der A-Nationalmannschaft gab er am 17. Dezember 2013. Bei den Weltmeisterschaften 2015 und 2016 stand er im Tor der deutschen Auswahl. Zudem nahm er 2014, als die deutsche Mannschaft das Turnier gewinnen konnte, und 2017 am Deutschland Cup teil. Pielmeier krönte seine internationale Karriere mit der Teilnahme an den Olympischen Winterspielen 2018 in Pyeongchang, bei der er mit der DEB-Auswahl die Silbermedaille gewann und dafür am 7. Juni 2018 mit dem Silbernen Lorbeerblatt ausgezeichnet wurde.
Gemeinsam mit Stammtorwart Danny aus den Birken und Dennis Endras bildete Pielmeier das deutsche Torwarttrio und kam dabei im zweiten Vorrundenspiel gegen Weltmeister Schweden zu einem Einsatz. Ebenso spielte er wenige Monate später bei der Weltmeisterschaft 2018.

## Erfolge und Auszeichnungen
| - 2005 DNL-Meister mit den Jungadler Mannheim - 2007 DNL-Meister mit dem Kölner EC - 2008 Höchste Fangquote der LHJMQ - 2009 ECHL-Torwart des Monats November - 2010 Teilnahme am ECHL All-Star Game - 2013 Rookie des Jahres der 2. Bundesliga | - 2014 Deutscher Meister mit dem ERC Ingolstadt - 2014 DEL-Rookie des Jahres - 2015 Deutscher Vizemeister mit dem ERC Ingolstadt - 2023 Torwart des Jahres der Oberliga Süd - 2024 Torwart des Jahres der Oberliga Süd |

### International
- 2008 Aufstieg in die Top-Division bei der U20-Weltmeisterschaft der Division I, Gruppe A
- 2008 Bester Torwart der U20-Weltmeisterschaft der Division I, Gruppe A
- 2008 Höchste Fangquote und geringster Gegentorschnitt bei der U20-Weltmeisterschaft der Division I, Gruppe A
- 2018 Silbermedaille bei den Olympischen Winterspielen

## Karrierestatistik
Stand: Ende der Saison 2022/23

### International
Vertrat Deutschland bei:
| - World U-17 Hockey Challenge 2005 - World U-17 Hockey Challenge 2006 - U18-Junioren-Weltmeisterschaft 2006 - U20-Junioren-Weltmeisterschaft 2007 - U18-Junioren-Weltmeisterschaft 2007 - U20-Junioren-Weltmeisterschaft der Division I 2008 | - U20-Junioren-Weltmeisterschaft 2009 - Weltmeisterschaft 2015 - Weltmeisterschaft 2016 - Qualifikationsturnier für die Olympischen Winterspiele 2018 - Olympischen Winterspielen 2018 - Weltmeisterschaft 2018 |

(Legende zur Torhüterstatistik: GP oder Sp = Spiele insgesamt; W oder S = Siege; L oder N = Niederlagen; T oder U oder OT = Unentschieden oder Overtime- bzw. Shootout-Niederlage; Min. = Minuten; SOG oder SaT = Schüsse aufs Tor; GA oder GT = Gegentore; SO = Shutouts; GAA oder GTS = Gegentorschnitt; Sv% oder SVS% = Fangquote; EN = Empty Net Goal; 1 Play-downs/Relegation; Kursiv: Statistik nicht vollständig)